# هوغو فون هوفمانستال
هوغو لورنز أوغست هوفمان، أو فون هوفمانستال، (ولد في 1. فبراير 1874 في فيينا؛ وتوفي في 15 يوليو عام 1929 فيها)، شاعر وروائي وكاتب مسرحي نمساوي. يعتبر واحدا أهم ممثلي أدباء حداثة فيينا والأدب الناطق بالألمانية في نهاية القرن التاسع عشر. تميزت أعماله باستلهام أدبيات العصر الإغريقي والعصور الوسطى وعصر الباروك. أسس في عام 1917 بالتعاون مع ماكس راينهارد وريشارد شتراوس مهرجان سالزبورغ الموسيقي.

## حياته

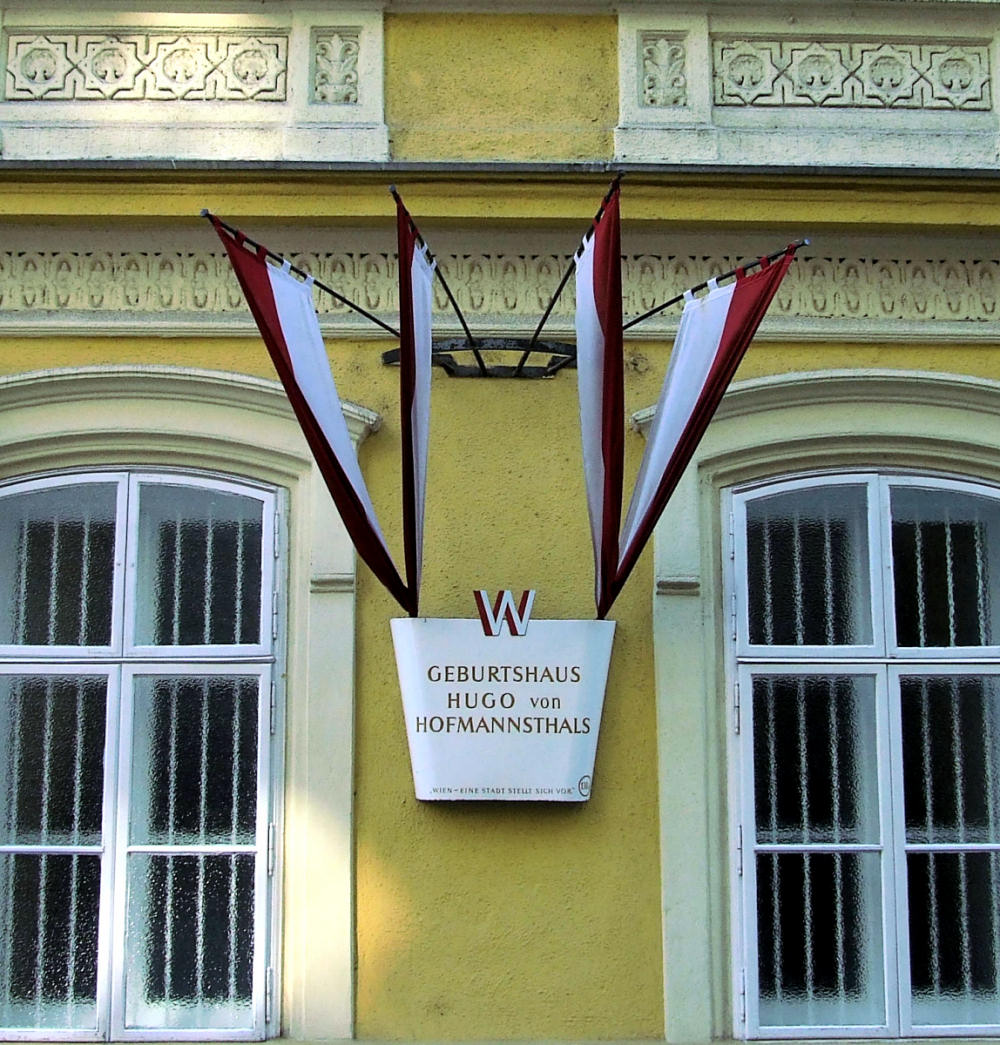
مسقط رأسه في فيينا

### الأصل والنشأة
ولد هوغو فون هوفمانستال عام 1874 لعلائلة ذات أصل بوهيمي ويهودي من لومبارديا، وكان جده الأكبر اليهودي الأرثوذكسي إسحاق لوف هوفمان (1759-1849) قد منح درجة النبيل (ليتحول الاسم إلى فون هوفمانستال) من قبل فرديناند الأول في عام 1835 بصفته صناعيا ناجحا أدخل صناعة الحرير إلى النمسا، وتحول ابنه ووريثه (جد هوغو) أوغسطين إميل فون هوفمانستال (1815-1881) إلى المسيحية الكاثوليكية.
أما والده هوغو أوغست بيتر هوفمان (1841-1915)، فقد ولد خارج إطار الزواج ولم يُمنح الشرعيه ولقب النبلاء إلا عندما تزوج والداه. درس القانون في جامعة فيينا وارتقى إلى منصب مدير بنك. وتزوج من آنا ماريا فوليوتنر، (1849  - 1904 )، وهي ابنة كاتب عدلي، وفقد أثناء شهر العسل كامل ثروة وممتلكات العائلة في الأزمة المالية التي عرفت باسم ذعر عام 1873، وباتت الأسرة تعتمد على دخل الأب.
أولت أسرته أهمية كبيرة للتعليم، فأولت تدريس طفلها الوحيد إلى مدرسين خاصين، ثم التحق هوغو عام 1884 التحق بالثانوية الأكاديمية في فيينا، التي كانت مدرسة النخبة في العهد الملكي. هناك تعلم أيضا الإيطالية والفرنسية والإنجليزية واللاتينية واليونانية، وعرف بأنه كان غزير المطالعة، وكان يعد من المتفوقين.
لذلك كان على هوغو فون هوفمانستال من البدء أن يكسب رزقه بنفسه، وكان ذا دخل محدود رغم لقب النبل الذي تحمله العائلة، فيما كان يُظن في الغالب أنه يعيش على ثروة عائلته. على الرغم من ذلك كان يرى نفسه دائمًا أرستقراطيًا كاثوليكيًا وسمح لنفسه بالانجراف بالتعليقات المعادية لليهود. من جانب آخر، كثيرًا ما أشار إليه الأصدقاء والأعداء على حد سواء بأنه مثقف «يهودي».

### شبابه
بدأ هوغو مبكرا في كتابة الشعر، وكانت قصائده الأولى متأثرة بفريدريك نيتشه. ونظرًا لأنه لم يكن يسمح للتلاميذ بالنشر آنذلك، فقد طُبعت هذه القصائد في صحيفة دي بريسه (بالألمانية: Die Presse) تحت أسماء مستعارة مثل لوريس ولوريس ميليكو وثيوفيل مورين. وأصبح هوغو من أعضائ مجموعة "فيينا الشابة" [الإنجليزية] " الأدبية التي ضمت كتابا مثل هيرمان بار، وآرتور شنتسلر، وفيليكس سالتن، كما تصادق هوفمانستال مع هنريك إبسن العجوز وأيضا الكاتب الألماني وغيرهارت هاوبتمان، والتقى عام 1891لأول مرة بستيفان جورج الذي كان له لاحقا تأثير مهم على أعماله، وسرعان ما اجتازت شهرته شاعرا وكاتبا مسرحيا حدود النمسا، وظلت أعماله اللاحقة تقارن بنجاحاته الأولى.
في مذكراته "عالم الأمس" (1942) يتناول الكاتب النمساوي شتيفان تسفايغ تأثير هوفمانستال القوي على جيله ويعتبره مثالا نادرا على النبوغ المبكر، ويشيد بالإتقان واللغة المحكمة والمادة الشعرية التي قدمها هوفمانستال وهو مازال في سن السادسة عشرة.

### أعوام الدراسة (1892-1900)
في عام 1892، اجتاز هوفمانستال المرحلة الثانوي (الماتورا) بدرجة امتياز، وبدأ تحت ضغط من والده بدراسة القانون في جامعة فيينا، ولكنه قطع الدراسة بعد الاختبار الرسمي الأول ليؤدي خدمة عسكرة طوعية لمدة سنة، أمضاها في فوج الفرسان السادس في برنو وغودينغ/هدونين في مقاطعة مورافيا. بعد نهاية الخدمة قام برحلة إلى البندقية، وعندما عاد إلى الجامعة وتوقف عن دراسة القانون ودرس فقه اللغة الفرنسية. في فترة الدراسة تعرف إلى الشاعر ليوبولد أندريان، الذي ظل صديقه المقرب طوال حياته.
نال في عام 1898 شهادة الدكتوراه على أطروحة حول توظيف اللغة عند شعراء جماعة البلياد الفرنسية. وفي العامين التاليين تنقل بين عدة بلدان وكتب أطروحة شهادة تأهل للأستاذية. في الخريف سافر إلى البندقية، وفي ربيع 1899 إلى باريس، حيث التقى بموريس ميترلينك وأوغست رودين، وأقام في نفس العام صداقات مع راينر ماريا ريلكه ورودولف كاسنر، الذان ظل يراسلهما لمدة طويلة. في عام 1900 تعرف على الملحن ريتشارد شتراوس الذي كان آنذاك قائد فرقة في أوبرا بلاط برلين، وكانت هذه واحدة من أكثر صداقات هوفمانستال إثمارا من الناحية الفنية.

### سنوات ما قبل الحرب (1901-1913)
في عام 1901، قدم هوفمانستال في جامعة فيينا أطروحة الأستاذية "دراسة عن تطور الشاعر فيكتور هوغو، ولكنه قرر بعد وقت قصير عدم ممارسة مهنة التدريس، والتفرغ للكتابة. وفي نفس العام نفسهتزوج من غيرترود شليزنجر (غيرتي) البالغة من العمر 21 عامًا، وكما كان هوفمانستال ابنا لمصرفي من فيينا، كانت زوجته تنحدر من ناحية والدتها من عائلة كوفنر اليهودية الصناعية المعروفة آنذاك،، وقد تحولت غيرترود من اليهودية إلى المسيحية الكاثوليكية قبيل زواجهما. انتقلت العائلة إلى روداون التي كانت آنذاك إحدى ضواحي فيينا، وسكنت في قصر باروكي (يسمى الآن قصر هوفمانستال)، وولد لهما في السنوات التي تلت ثلاثة أطفال: كريستيانه (1902-1987)، وفرانز (1903-1929)، ورايموند (1906-1974).
مر هوفمانستال في حوالي العام 1900 بأزمة داخلية عميقة تغذت من شكوكه حول قدرة اللغة على التعبير، وشكلت الأسرة بالتأكيد مصدر قلق له. لاحقا ساعدته ولادة الأطفال، وصداقات جديدة، على سبيل المثال مع صانع المسرح ماكس راينهاردت والكتاب رودولف بورشاردت ورودولف ألكسندر شرودر، على استعادة الثقة. وفي السنوات التالية تمكن من إيصال أعماله الدرامية الأهم إلى المسرح بالتعاون مع راينهاردت ومع الموسيقي ريتشارد شتراوس. في نهاية عام 1903 وبداية عام 1904، نشات تواصل بين هوفماستال وكارل جوستاف فولمولر، تطور بدعم من آرتور شنيتزلر ثم ماكس راينهاردت وخصوصًا ألفريد والتر هايمل إإلى صداقة معقدة. فبينما أعجب فولمولر بهوفمانستال وعمله وواعتبرهه صديقًا وزميلًا وندّا، تابع هوفمانستال أعمال فولمولر بريبة وحسد، وكانت عقود التعاون الوثيق بين فولمولير وماكس راينهاردت على وجه الخصوص شوكة حلق هوفمانستال طوال حياته. ومع ذلك، أو ربما بسبب ذلك، تظهر في السنوات 1903 إلى 1914في أعمال هذين الكاتبين المختلفين للغاية جوانب كثيرة من التوارد والإلهام المتبادل.
في عام 1907 تولى هوفمانستال تحرير قسم الشعر في جريدة مورغن (بالألمانية: Morgen) الأسبوعية، وفي ذلك العام سجّلت الأكاديمية النمساوية للعلوم في فيينا صوته وهو يلقي قصيدة «البعض بالطبع»، وقد عُرف هذا التسجيل الصوتي لفترة طويلة باعتباره أقدم تسجيل موجود لصوت شاعر ناطق بالألمانية.
في عام 1908 سافر هوفمانستال إلى اليونان مع الكونت هاري كيسلر وأريستيد مايول، كما حافظ بالإضافة إلى أسفاره على مراسلات مع العديد من المثقفين والفنانين، منهم كارل جاكوب بوركهارت وتوماس مان وآرثر شنيتزلر وريتشارد بير هوفمان وألفريد والتر هايمل. من بين المثقفية الشبّان الذين رعاهم هوفمانستال يعد الفيلسوف رودولف بانويتز، وأيضا صارت في أقصى يمين الطيف السياسي، مثل عالم اللغات والمؤرخ جوزيف نادلر، والشاعر ماكس ميل الذين أنتما لاحقا إلى الحزب النازي.

### الحرب العالمية الأولى وسنوات ما بعد الحرب (1914-1929)
كان هوفمانستال في الأربعين من عمره في يوليو 1914 حين اندلعت الحرب العالمية الأولى. وكان متزوجًا وفي حالة صحية سيئة. بعد تجنيده عمل في البداية ضابطا في منطقة استريا، ولكنه سرعان ما نقل إلى خدمة مكتبية في في وزارة الداخلية، قبل أن تصله مقالة هيرمان بار «تحية عسكرية إلى هوفماستال» التي ظهرت يوم 26 أغسطس 1914 في صحيفة نويه فينر جورنال (بالألمانية: Neue Wiener Journal) ، وهي هي رسالة مفتوحة سخر منها بعد عامين الكاتب كارل كراوس في مقالة «تحية إلى بار وهوفماستال» التي نشرها في مجلته «الشعلة» (بالألمانية: Die Fackel).
بعد أن نجى هوفمانستال من الذهاب إلى الجبهة، كتب هوفمانستال نصوصًا دعائية للحرب نشر معظمها في صحيفة نويه فرايه برسّه (بالألمانية: Neue Freie Presse)، التي كانت في تلك الفترة أكبر صحيفة ليبرالية برجوازية في فيينا.
خلال الحرب كتب هوفمانستال مقالات وطنية وألقى الخطب، وسافر عدة مرات إلى الخارج لإلقاء محاضرات ولتسليط الضوء على النمسا- والمجر بصفتها أمة بارزة ثقافيا، وكلفه مكتبه في وزارة الداخلية النمساوية بمهام ثقافية وسياسية تتعلق بالحرب، فقام بعدة رحلات عمل إلى كراكوف وبروكسل وبرلين خلال العامين التاليين للحرب الآخذة في الاتساع. مع انتهاء الحرب في عام 1918 بسقوط مملكة الدانوب، أصيب الوطني المحافظ هوفمانستال بصدمة شخصية لم يتعاف منها تمامًا. ومع ذلك كانت السنوات التي أعقبت الحرب مثمرة للغاية له بصفته كاتبا، وواصل أعماله السابقة بسلاسة تقريبًا، إلا أنه اضطر لأسباب مالية قبول العمل محررا.

كانت آراء هوفمانستال حول الزواج محافظة، وكانت «الحياة الزوجية المقدسة» بالنسبة له جوهر النظام الاجتماعي ورمزه. وبصفتها «زوجة شاعر»، كان على غيرتي هوفمانستال أن تحمي زوجها من تفاصيل الحياة اليومية، وكان أحيانا يملي عليها الرسائل. قال هوفمانستال لكارل جاكوب بوركهارت: «الزواج مؤسسة راقية تقف في وجودنا البائس مثل قلعة محفورة في الصخر». من جانب آخر، أقام هوفمانستال في مراسلاته بعض «الصداقات الروحية» الحميمة مع كاتبات، منهنّ النبيلة هيلينه فون نوستيتز، والراقصة جريته فيزنتال، والأرملة الشابة أوتوني فون ديغنفيلد-شونبورغ (1882-1970). ومع ذلك، لم ترضه حقًا لا الصداقات القلمية مع نساء، ولا زواجه:
ليس بوسع الصداقة بين الرجال أن تكون محتوى الحياة، ولكنها برأيي أنقى وأقوى ما تحتويه الحياة. بالنسبة لي، هي إلى جانب مهنتي الشيء الوحيد الذي ليس بوسعي أن أتخيل وجودي بدونه، وأعتقد أنني كنت سأبحث عنها في أي مقام جئت فيه إلى العالم

### ترشيحه لجائزة نوبل للآداب
في عام 1919، اقترح هوفمانستال لأول مرة لجائزة نوبل في الآداب، وتبع ذلك ثلاثة ترشيحات أخرى، لكن هوفمانستال لم يحصل على الجائزة أبدًا، حيث رفض كل ترشيح بشكل أساسي على يد الكاتب تصويت الكاتب السويدي بير هالستروم، الذي جادل ضد النمساوي هوفمانستال، مشيرا إلى «شهوانية» مسرحيات مثل «فارس الوردة» (بالألمانية: Der Rosenkavalier)، ومقدما بنجاح حججا لاسامية، مشيرا إلى أصول هوفمانستال اليهودية.

### وفاته
في 13 في يوليو 1929، انتحر ابنه فرانتس البالغ من العمر 26 عاما، بإطلاق النار على نفسه، بعد عودته إلى منزل والديه بعد عمل مشروع عمل فاشل. وبعد يومين من انتحار ابنه، توفي هوفمانستال بسكتة دماغية وهو يهمّ بالمغادرة لحضور جنازة ابنه.دفن هوفمانستال في مقبرة كالكسبورغ في حي فيينا الثاني عشر (المجموعة 1، العدد 49)، وقد منح قبره صفة قبر فخري تحفظه بلدية فيينا.
دفن هوفمانستال الذي كان قريبا من رهبانية الفرنسيسكان (لا توجد وثائق تشير بوضوح إلى عضويته) بجبّة راهب فرانسسكاني بناء على وصيته. حضر جنازته عدد كبير من الفنانين والسياسيين، بالإضافة إلى الآلاف من مواطني فيينا، فيما منع هوفمانستال في وصيته إلقاء الخطابات عند قبره. نصب القبر مزين بنقش مع السطور الختامية من قصيدته «البعض» : «وحصتي أكبر من شعلة هذه الحياة الهزيلة أو قيثارتها الضيقة».

## أعماله ومحيطه الأدبي

### أعماله الشعرية المبكرة
ظهرت أعماله المبكرة في وقت كان يرحب فيه عشرات العباقرة بالمواهب الأدبية الشابة، وفي الواقع لم يتمكن سوى عدد قليل من الشبان من تلبية هذه التوقعات واختفى الكثيرون من المشهد بأسرع ما وصلوا إليه. أما هوفمانستال فلطالما قيمت أعماله بالمقارنة مع شهرة قصائده ومحاولاته الدرامية المبكرة، فعلى سبيل المثال لا يزال «دليل الدراما» لجوزيف غريغور الذي نشر عام 1953 يعتبر «البوابة والموت» التي كتبها هوفمانستال وهو في الثامنة عشرة «أكثر مسرحياته شعبية»، و«أفضل ما لديه». وقد كان على هوفمانستال نفسه يكافح لفترة طويلة من أجل الخروج من ظل أعماله المبكرة.

مال هوفمانستال في بداياته، مثل غيره من شعراء جيله، إلى الرمزية الفرنسية، ويمكن نسب أعماله المبكرة إلى الفن الجديد أو الانطباعية الأدبية. يطرح هوفمانستال ابن السابعة عشرة نفسه على أنه شخص يشعر بالحنين إلى الماضي، ويتمثل شكل وجوده الحقيقي في الشعور بالوحدة:
جذبته منذ الثامنة من العمر رائحة الأيام شبه المنسية، وقام بأمور بمحض الغريزة المبهمة الرامية إلى بذر ذكريات جميلة للمستقبل، فاعتاد مستسلما أن يتوقع قيمة وجاذبية الحاضر بتحوله إلى ماضي.

عصر البراءة - 1891
ويصبطغ شعر هوفمانستال المبكر بهذا الموقف من الحاضر، فيستلهم بحساسية «الوحدة» و «الحياة» والموت، ويكمن الموت في الجمال والجمال في الموت وفي الاضمحلال. وعندما تفرغ الحياة يحمل الانحلال وعدًا بالتجديد، أو «الاحتمالات المبهمة» حسب تعبيره، كما يظهر في أولى أبيات قصيدته الأولى «الحياة» (1892)، حيث تنحسر الـ«أنا» الشعرية لصالح عالم الانطباعات التي تكمن فيها الأشياء مشحونة بالرموز: الشمس، المدينة، الوقت، الظلال، وكلها بأحجام أسطورية. لا ينبغي وصف المشاعر، فهي لا تكمن في الذات، بل في الأشياء نفسها، كما هو أيضا الحال في قصيدة غزل (بالألمانية: Ghazel) المستلهمة من الشعر الشرقي، التي كتبها عام 1892.
رأي هوفمانستال أن الشعر يجب أن يكون له مهمة جديدة: «استعادة إبداعية» لمجتمع أرستقراطي شبه خيالي.

### المسرح

#### مسرح التصوّف
تعود أعمال التصوف الأدبية الأوروبية في الواقع إلى أواخر العصور الوسطى، وقد أعيد تناولها مجددا في يوهان غوته في فاوست، وواصل تناولها في القرن التاسع عشر كل من هوفمان فون فالرسليبن وكارل إمرمان. أما هوفمانستال فوجد هنا حلاً صالحًا للمسألة اللاهوتية «الإرادة الحرة» انطبعت به كل أعماله الدرامية. رأى هوفمانستال في شكل المسرحية الغامضة فرصة للعودة إلى جذور الأدب الألماني، وفي نفس الوقت لتحويل الجمهور نفسه إلى «الشعب الألماني» مرة أخرى:
الجمهور متقلب وقصير النظر ومزاجي، أما الشعب فعريق وحكيم، وجسد عملاق يعرف الغذاء الذي يلائمه، ويفهم ويستقبل بطريقة عظيمة ويقدم أقدس ما لديه للأفراد الأنقياء الواعين البارزين في صفوفه.-«المسرح أمام الجموع» -1911
لذلك يجد الحاضر نفسه فقط في إسقاطه على زمن آخر، ويكون الحاسم هو المجاز والمحاكاة، لأنها يمكن أن «تكثف الكون المتحلل بهذه الطريقة إلى أضداد ثابتة (...)» (مسرحية ييدرمان القديمة، 1911). لهذا السبب أصبح الرمز وسيلة في الوقت المناسب لجعل عالم الحاضر المشوش مفهومًا، وللمرة الأولى.
أهم مسرحيات هوفمانستال الصوفية هي مسرحية "كل شخص" (بالألمانية: Jedermann) (1911) و"مسرح سالزبورغ العالمي الكبير (بالألمانية: Das Salzburger große  Welttheater)، (1922)، وفيما تعد مسرحية "كل شخص" العلامة التجارية لمهرجان سالزبورغ منذ عام 1920، عرضت "مسرح سالزبورغ" لأول مرة في المهرجان بإخراج ماكس راينهاردت ولكنها لم تلق نجاحا واسعا.

#### التراجيديا (1920-1927)
كان عمله المركزي في السنوات الإبداعية الأخيرة هو تراجيديا البرج، التي عدلها هوفمانستال مرارا في الأعوام 1920-1927 للوصول إلى شكلها المناسب للعرض المسرحي، وقد نشرت في حياة المؤلف عدة طبعات منها بصيغ مختلفة. ففي أول طبعتين، يسلم سيغيسموند الحكم إلى ملك طفل أسطوري أسس مملكة السلام. أما في الطبعة الثالثة والأخيرة، فينتصر المتمرد أوليفييه في النهاية ويقتل سيغيسموند بخبث، ويتحول إلى طاغية. حاول هوفمانستال بهذه المأساة تقديم مقاربة شعرية لجوانب من الواقع السياسي والاجتماعي في عصره، ويركز العمل، المضمن في حدث تاريخي أسطوري، والمستند إلى تجربة الحرب العالمية الأولى، على صراع الروح والقوة ومشكلة شرعية السلطة. العمل. يتأثر العمل بمسرحية كالديرون «الحياة حلم» التي تعامل معها هوفمانستال مرارًا وتكرارًا منذ عام 1901. ويعتمد المفهوم الجمالي الشكلي للدراما على تراجيديا الباروك أكثر من التراجيديا الكلاسيكية، حسب إشارة والتر بنيامين في مراجعته.

#### وظيفة المسرح
يرى هوفمانستال أن قيمة المسرح الحقيقية تكمن في قدرته على جعل الجميع يفهمون مواقعهم في العالم والمجتمع:
يمارس المسرح على كل من يريد أن يكون له علاقة به الدور التربوي الاخلاقي الذي للحب، ولا يتقبل أية استثناءات: فكلاهما يقدمان كل من العظيم أو الصغير بصورة أشخاص اجتماعيين ولا يتقبلان كرامة، وكلاهما يعرضان للفرد وللأصل حدود الكبرياء وحدود حقه بحياة مستقلة، ويعلمانه أنه لا شيء في تميز يقوم على الاختلاف مع باقي البشر، بل أن معيار العظمة الوحيد يكمن في الطريقة والقدرة على الاشتراك مع الإنسانية جمعاء.

رودولف بورشارد: رسالة عن الدراما لدى هوفمانستال - 1911
لذلك فإن مهمة المسرح هي تصوير نظام المجتمع، وفي نفس الوقت خلقه، فلأن الفرد لا يسمح له بوضع نفسه فوق المجتمع، يجب على المسرح أن يظهر له مكانه.
"إذا كنت تتعامل مع المسرح ، فإنه يبقى دائما قضية سياسية. أنت تتصرف من خلال الوقوف أمام حشد لأنك تريد التأثير عليها.

"(المسرح أمام الجموع، 1911)
هناك آراء متناقضة حول كفاءة هوفمانستال العملية في وسائل المسرح، بينما كان رولف بادنهاوزن يراه "المخرج المسرحي الأوروبي المثالي في لنصف الأول من القرن العشرين"، تستنتج كونستانسه هاينينغر من علاقته بـ" صانع المسرح ماكس راينهاردت "أنه "على الرغم من كل المهارات البرمجية التي يمتلكها ... لم يكن قادرًا على تلبية متطلبات الجانب العملي من الأعمال المسرحية".

### الأوبرا

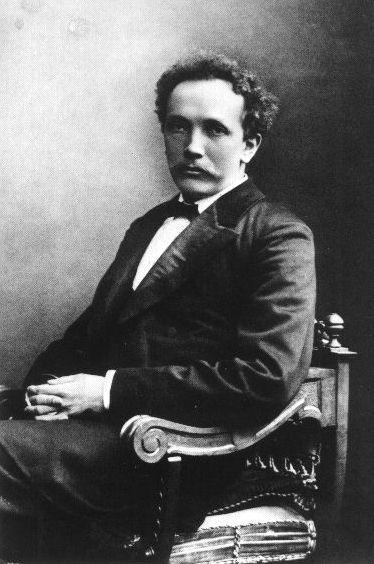
ريتشارد شتراوس

تعرف هوفمانستال في عام 1899 في برلين إلى الملحن ريتشارد شتراوس، الذي كان يبلغ من العمر 35 عامًا. وعندما التقي ثانية في باريس، اقترح هوفمانستال أن ينتجا عمل باليه مشترك. ولكن لم تعجب شتراوس مسودة «انتصار الزمن»، كما شكك أيضا الموسيقيغوستاف مالر بجودة العمل المسرحية عندما عرضه عليه، ولاحقا وافق الملحن ألكسندر فون زيملينسكي على وضعه على المسرح.
ولكن بعد أن شاهد شتراوس مسرحية هوفمانستال "إلكترا" في برلين عام 1903، اقترح هو التعاون هذه المرة ، وكتب له هوفمانستال ليبريتو (النص الأوبرالي) إلكترا، التي عُرضت لأول مرة في عام 1909. تبع ذلك أوبريتات "فارس الوردة" (بالألمانية: Der Rosenkavalier) عام 1911، و"آريادنه في ناكسوس" (بالألمانية: Ariadne auf Naxos) عام 1912، وفي فترة ما بعد الحرب ظهرت "امرأة بدون ظل (بالألمانية: Die Frau ohne Schatten) عام 1919، و"هيلينا المصرية" (بالألمانية: Die Ägyptische Helena) عام 1928، وآرابيلا (بالألمانية: Arabella) عام 1933.

لم تخل العلاقة الشخصية بين هوفانستال وشتراوس من الخلافات التي نشأت عن بسبب طبيعة شتراوس المباشرة والمتطلبة وبعض أوجه القصور الأدبي لديه، وكذلك بسبب المطالب الأدبية التي طرحها هوفمانستال الحساس والمثقف. فقد قاد ذوق هوفمانستال النخبوي وسلوكه الارستقراطي إلى خلافات وسوء فهم من حين لآخر، كما تُظهر المراسلات بين الإثنين. فعلى سبيل المثال، كتب هوفمانستال في رسالة غاضبة إلى شتراوس بتاريخ 11 سبتمبر 1912عن «هراء ريفي»، واصفا مأدبة كان من المقرر تنظيمها بعد عرض «أريادنه»، ويمكن لأي شخص المشاركة فيها مقابل 10 ماركات:
«من ناحيتي فأنا أرفض من الآن قضاء أمسية أريد لذكراها أن تكون جميلة، في حميمية مشخبطي الصحف والبرجوازية الصغيرة في شتوتغارت، حيث يخاطبونني ويخاطبونك بصيغة المفرد مع الشمبانيا».
ومع ذلك ، كان تعاونهم الفني مثمرًا ونجاحًا بصورة نادرة المثيل في تاريخ الأوبرا. علق هوفمانستال أهمية على وحدة الكلمة واللحن والإخراج في العمل «يجب عدم نزع الموسيقى من النص، الكلمة من الصورة المتحركة».
تعاون هوفمانستال مع المسرحي ماكس راينهارد ومدير الأوبرا فراتتس شالك فيإقامة مهرجان سنوي للمسرح والأوبرا ابتداء من عام 1917. وفي عام 1920 تمكنوا من إقامة مهرجان سالزبورغ للمرة الأولى.

## مواقفه السياسية
كانت مواقف هوفمانستال في المسائل السياسية والدستورية محافظة ومؤيدة للملكية. وكانت مملكة الدانوب، بتقاليدها العريقة والموحدة والمتوازنة ونظرتها الكاثوليكية للعالم بين المتع الأرضية واليقين بزوالها، إنجازا لما اعتبره طوباوية سياسية، خاصة بعد الخسارات الفادحة التي أعقبت الحرب العالمية الأولى.

كان موقفه من ملكية نهر الدانوب نقديا إلى غاية اندلاع الحرب العالمية الأولى، فمن وجهة نظره كانت المشاكل السياسية والأخلاقية التي مرت بها النمسا-المجر لا يمكن حلها. وقد أثار إحجام النمسا عن المشاركة في حرب البلقان عام 1913 استياء الكثيرين، ومنهم الفنانون والأدباء المعاصرون، بعد ان لم تتمخض الإنذارات والتهديدات النمساوية بالتدخل وإعلان التعبئة العامة عن شيء،  ويعلق هوفمانستال هنا:
«لقد فقدت الثقة بالطبقة السياسية العليا وبطبقة النبلاء التي كنت أعتقد أنها قادرة على أن تعطي النمسا شيئا ذا قيمة. وبذلك فقدت احترامي لهذه الطبقة ككل.. ولكنني لا أجد طبقة أخرى أو حتى عناصر طبقة قادرة على أن تحل محل هؤلاء في القيادة.»

في رسالة كتبها عام 1913
في مطلع الحرب العالمية الأولى استحوذ الحماس على هوفمانستال أيضًا، وبدا له انتصار مملكة الدانوب مؤكدًا.
مع تمسكه بالملكية النمساوية المتعددة الأعراق والثقافات، طور هوفمانستال مع فريدريش ناومان فكرة إمبراطورية فوق وطنية ناطقة بالألمانية كان من المفترض أن تربط شعوب منطقة الدانوب من أجل لعب دور وسيط شامل (الفكرة النمساوية) بين الحضارات اللاتينية والجرمانية والسلافية. رأى هوفمانستال أن ملكية هابسبورغ فقط هي الوريث المباشر للإمبراطورية الرومانية المقدسة التي ماتت في عام 1806، وان لها بيروقراطية غير قابلة للرشوة وجذور وعلاقات عميقة، قادرة على التعامل مع هذه المشاكل. أدرك هوفمانستال بشكل متزايد التعددية الإيجابية في ملكية هابسبورغ، وهي على النقيض من الإمبراطورية الألمانية أحادية القومية، كما اكتسب (أيضًا من خلال هيرمان بار) فهمًا كبيرًا للثقافات المتنوعة في المنطقة، خاصة الثقافة التشيكية البوهيمية. في الوقت نفسه شكلت أعماله الأدبية وتصريحاته السياسية دعوة من أجل «هوية نمساوية»، وتطورت أفكاره حول أوروبا الوسطى بعد الحرب العالمية الأولى إلى فكرة أوروبية كبرى، حيث كانت إمبراطورية الدانوب القديمة بنظره عبارة عن «أوروبا مصغرة».
كما وضع هوفمانستال الخط الفاصل بين النمساويين والبروسيين على أساس التطورات التاريخية منذ عهد الأمير يوجين من سافوي والامبراطورة ماريا تيريزيا، وبنى عليها نموذج «الشعب التريزياني» الذي يعيش في أوروبا الوسطى. «الرجل التريزيان» حسب هوفمانستال هو كاثوليكي عابر لأوروبا، وخادم لهابسبورغ أو فكرة هابسبورغ، ووسيط فوق-قومي غير قابل للرشوة بين اللغات والأعراق التقليدية. ووفقًا لهوفمانستال ، فإن مهمة النمسا التريزية كانت إلى جانب تطبيق مبدأ هابسبورغ «عش ودع غيرك يعيش!»، التخفيف من حدة الصرامة البروسية البروتستانتية المتطرفة.
هذا «الرجل التيريزي» الذي نظّر له هوفمانستال تاريخيًا واجتماعيًا في السنوات حوالي العام 1910 ما زال بعد مائة عام يظهر في الدراسات الاجتماعية الإحصائية الحديثة عن علاقة المواطن في دول الدانوب مع الدولة، أو ما يعرف بـ «تأثير هابسبورغ»، كما بنى الكاتب وعالم اللغات الإيطالي كلاوديو ماجريس عمله عن «أسطورة هابسبورغ في الأدب النمساوي» على أعمال هوفمانستال وفرانتس جريلبارزر. 
وعلى الرغم من انهيار مملكة الدانوب بعد هزيمة عام 1918 واصل هوفمانستال التأكيد على مهمة «الشعب التيريزي» المستمرة والضرورية بوصفهم شركاء في إرث الإمبراطورية الرومانية المقدسة وملكية الدانوب للتوسط بين الأعراق الأوروبية من خلال تطبيق قيم هابسبورغ الأوروبية اللأخلاقية، وتمشيا مع هذه الرؤية شارك هوفمانستال عام 1920في تأسيس مهرجان سالزبورغ.
منذ تعيينه للعمل في وزارة الداخلية مع بداية الحرب العالمية الأولى بدأ هوفمانستال يكتب مقالات ذات طابع دعائي سياسي في الصحف، وخاصة نويه فرايه برسه، صحيفة البرجوازية اللبرالية، شأنه شأن كثير من المثقفين الذين تحمسوا للحرب آنذاك. وقد تكون هذه المقالات غير مثير للاهتمام من منظور أدبي لو كانت دعاية سياسية بحتة، ولكن هوفمانستال كان يتكلم في نفس الوقت عن دور الشعر والروح. , وقد بدت له الحرب وقتها بدايةً عهد جديد، و«إرهاصات روحية هائلة»، يفترض أن تتمخض عن «أوروبا الجديدة»، حيث يجب أن تنشأ سلطة جديدة للروح، وقداسة جديدة لـ «الروح والعاطفة الروحية» (الحرب والثقافة ، 1915).
كان المثال الذي ارتآه هو الوحدة السياسية التي يجب أن تكون أيضًا وحدة روحية، ولم تغير نتائج الحرب هذه الرؤية لديه، ولكن كان لا بد له من تقليص أمله بتحققها. ففيما كانت أفكاره عن المجتمع الطبقي قد تحققت بالفعل في مملكة الدانوب، فقد هوفمانستال مع انهيارها هذه المرساة، وصار واجبا العثور على وحدة جديدة عبر خلق أمة جديدة، ولهذه الاعتبارات وجد نفسه وسط تيار فكري في عصره ، الثورة المحافظة.
بخلاف الطروحات القومية، لم يتحلى نموذجه السياسي بمصطلحات بيولوجية أسطورية مثل «الدم» أو «العرق» أو «الشعب»، ولم يعط، وهو المعجب بدولة النمسا والمجر متعددة الأعراق أي قيمة لمثل هذه المفاهيم. كان مثله الأعلى هو «الألماني»، الذي يُفهم على أنه «فضاء الأمة الروحي». هنا لا النمساوي هوفمانستال عن وحدة الأمة «الألمانية» ليس على الأرض (ألمانيا)، بل من خلال اللغة، وخاصة من خلال الأدب، وينوط مهمة إقامة هذه «المملكة» بالشعراء.
بينما يتحدث الشاعر الألماني فريدريك شليغل عن المكانة الرفيعة التي للغة، وعن وحدتها التي كانت "أكثر وسائل الاتصال حميمية وطبيعية"، والتي تربط الأمة بـ "المساواة في الأخلاق"، اعتبرها هوفمانستال أيضا رابطًا أساسيًا من روابط الأمة. فبعد تكسّر الرابطة الأخرة (التواصل الاجتماعي)، وانتهاء دور الدين في توحيد المجتمع، كانت لغة الأدب فقط هي التي أن يعثر فيها المرء على الأمة مرة أخرى، وقد عبر هوفمانستال عن هذه الفكرة في مقالة "قيمة وشرف اللغة الألمانية: فمنها "لا يزال من الممكن رؤية الوجه الوطني المبهم في خلفية مرآة مظلمة".
فبخلاف الشعوب الأخرى لم يكن للألمان تاريخ موحّد، وحتى القرن السادس عشر لم تكن هناك«أعمال وآلام مشتركة، أما الروحاني الذي يقف وراء المعاناة فلا يربط بينها».رأى هوفمانستال أن مهمته هي جعل اللغة رابطة روحية، بل الجسد الروحي الحقيقي للأمة، والحفاظ عليها. يفسر هذا الموقف السياسي أيضًا سبب دفاع الكثير من أعماله الدرامية والكوميدية عن الزواج وترسيخها الهرمية الاجتماعية، حتى لو انقلبت مؤقتاوتموضعت في الميتافيزيقي في النهاية، كما هو الحال في مسرحيته «اللا-مرتشي» (1923).
غالبًا ما تُستخدم الفوضى التي تنشأ في مسرحياته الكوميدية لوضع الأشخاص الفاسقين في مكانهم، وإعادة النظام إلى العالم. وفي الحالات التي لا يتم فيها ذلك في المسرحية نفسها، تكون هناك دائمًا شخصيات، مهما بلغت غرابة تصرفاتها، تتتمسك بالنظام.

## تكريم بعد وفاته
- في فيينا، أسست عام 2002 جمعية أصدقاء هوفمانستال، التي تعمل في «بيت هوفمانستال» من أجل تخليد الشاعر وإيصال أعماله إلى الجمهور.[29]
- أطلق اسمه على عدد من الشوارع في فيينا ولينتسLinzسالزبورغ وسانت بولتنوإنغولشتات وبلدة باد آوزيه وكابفينبيرغ.
- أقيمت لهوفمانستال عدة لوحات تذكارية في النمسا: على المنزل الذي ولد فيه في سالزيانير غاسه مع صورة منحوتة، وعلى المنزل الذي توفي فيه (قصر هوفمانستال)، كما وضعت لوحة تذكارية لهوفمانستال وماكس راينهاردت في مكان بارز عند مدخل مسرح يوزيفشتادت في فيينا، وزين مبنى في شارع كالتنلويتغيبن في حي فيينا الـ23 بزخارف من مسرحيات فارس الوردة وآريانده في ناكسوس وييدرمان. كما علقت الجمعية النمساوية للأدب على جدار الثانوية الأكاديمية في فيينا لوحة تخلد ذكرى خريجيها ألتنبرغ وبير هوفمان وهوفمانستال وشنتسلر
- عام 1999 وضعت صورته على عملة 20 شيلينغ معدنية تذكارية أصدرتها النمسا
- أطلق اسمه على المجموعة الكشفية رقم 55 في فيينا التي تأسست في الحي الـ23 في ذكرى وفاته

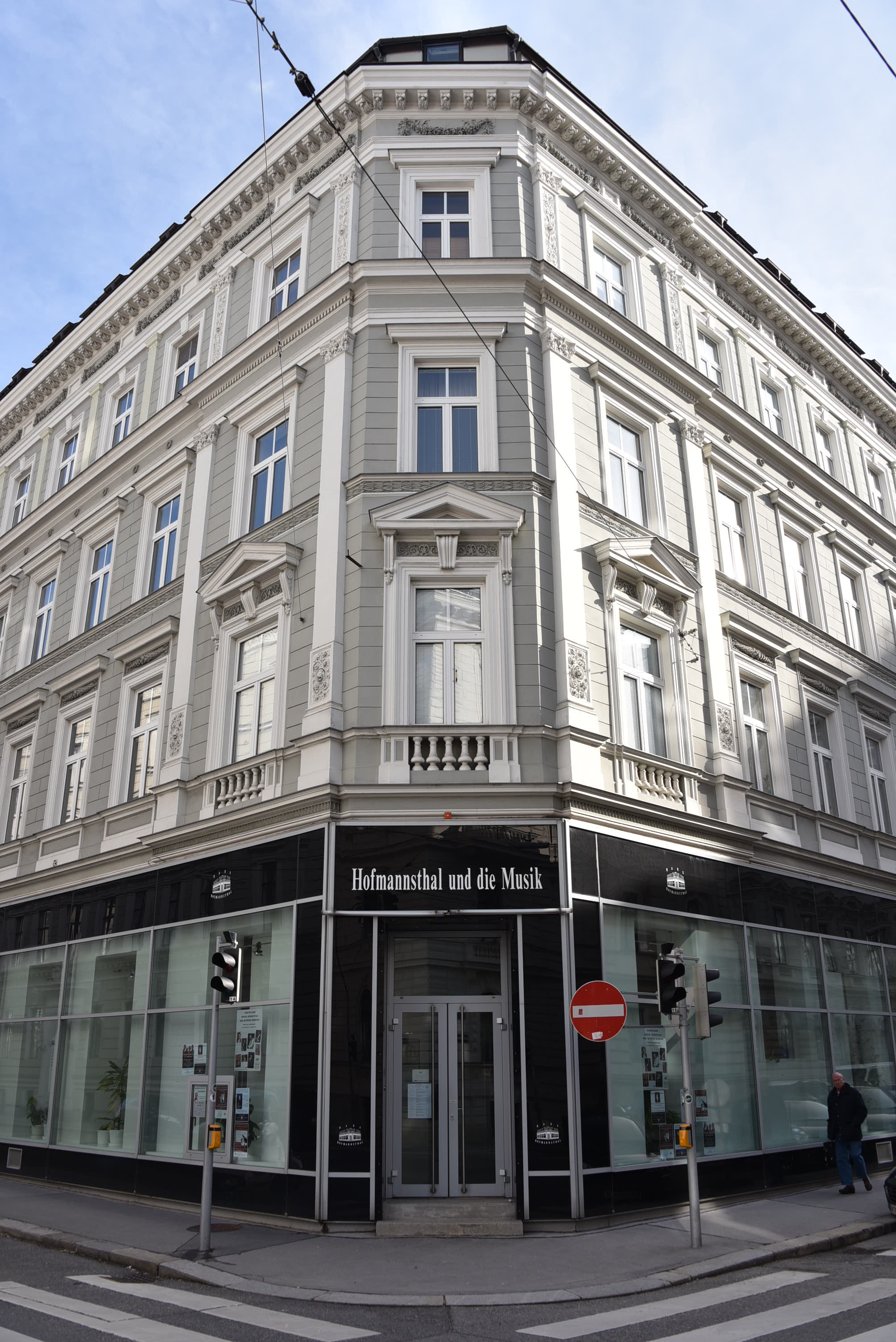
بيت هوفمانستال في شارع رايزنر شتراسه في فيينا

## بعض العناوين
- الأحمق والموت «Der Thor und der Tod» (مسرحية شعرية 1894).
- قصة الفرسان «Reitergeschichte» (قصة 1899).
- خطاب اللورد كاندوس «Brief des Lord Chandos» (قصائد مختارة 1902).
- إلكترا «Elektra» (تراجيديا من فصل واحد. بتصرف عن مسرحية سوفوكليس 1904).
- المرأة التي لا ظل لها «Die Frau ohne Schatten» (أوبريت 1911).
- مسرح زالسبورج العالمي العظيم «Das Welttheater Salzburger Gro»

## روابط خارجية
- تسجيل من عام 1907 بصوت هوغو هوفمانستال وهو يقرأ قصيدة «البعض بالطبع» - على موقع يوتيوب

- هوغو فون هوفمانستال على موقع IMDb (الإنجليزية)
- هوغو فون هوفمانستال على موقع الموسوعة البريطانية (الإنجليزية)
- هوغو فون هوفمانستال على موقع ميوزك برينز (الإنجليزية)
- هوغو فون هوفمانستال على موقع قاعدة بيانات برودواي على الإنترنت (الإنجليزية)
- هوغو فون هوفمانستال على موقع قاعدة بيانات الأفلام السويدية (السويدية)
- هوغو فون هوفمانستال على موقع ديسكوغز (الإنجليزية)
- هوغو فون هوفمانستال على موقع قاعدة بيانات الفيلم (الإنجليزية)
- هوغو فون هوفمانستال على موقع كينوبويسك (الروسية)